# Baisers de dame
Les baisers de dame sont des confiseries originaires de la ville de Tortone, dans le Piémont, où sont nés au XIXe siècle. Ils sont ainsi appelés car composés de deux morceaux de pâte liés par le chocolat qui rappellent deux lèvres voulant embrasser,.

## Crédit d’auteurs
- (it) Cet article est partiellement ou en totalité issu de l’article de Wikipédia en italien intitulé « Baci di dama » (voir la liste des auteurs).